# الجدول الزمني لوباء COVID-19 في السويد
الجدول الزمني لوباء COVID-19 في السويد
17  نوفمبر 2019
الحالات والوفيات: الحالة الأولى أُعيد تعديلها في تقرير للحكومة الصينية في 17 نوفمبر، ولكن لم يتم التعرف عليها في ذلك الوقت.
31 ديسمبر 2019
الحالات والوفيات: تتصل الصين بمنظمة الصحة العالمية وتبلغها عن «حالات الالتهاب الرئوي ذات المسببات غير المعروفة المكتشفة في ووهان» 
31 يناير 2020
الحالات والوفيات: أكدت السويد أول حالة لـ COVID-19 حيث كانت أول حالة إيجابية لفيروس سارس - CoV - 2 تعود لامرأة في العشرينات من عمرها، عائدة من ووهان في 24 يناير، وتم إدخالها إلى مستشفى منطقة ريهوف في يونشوبينغ. وبعد أن عزلت نفسها طواعية في المنزل عند وصولها إلى السويد، اعتبرت أنها لم تشكل أي خطر أثناء السفر أو خلال أيامها الأولى في السويد. كما ذكرت الكلية الجامعية المحلية في يونشوبينغ في ذلك الوقت رداً على أن المرأة ربما كانت طالبة أن لديها حوالي 200 من الطلاب الصينيين. وتم إعلان أن المرأة بدون أعراض بعد أكثر من شهر من الرعاية وذلك في 3 مارس، ولكن لم يتم تسريحها بالكامل من خدمات الرعاية الصحية. ومع ذلك استمرت اكتشاف الشظايا الفيروسية مع اعتبار انتقال الجسيمات الفيروسية الحية غير محتمل.
9 فبراير 2020
ردود الفعل: تم إلغاء مهرجان الفوانيس الصينية في يونشوبينغ استجابة للحالة الأولى التي تم استيرادها من ووهان قبل أسبوع تقريبًا.
27 فبراير 2020
الحالات والوفيات: تم تأكيد خمس حالات جديدة. وأكدت منطقة فاسترا جوتالاند أن ثلاثة أشخاص في الثلاثينيات من العمر لديهم نتائج إيجابية حول المرض في جوتنبرج. كان اثنان منهم على اتصال بالمريض البالغ من العمر 30 عامًا الذي دخل المستشفى في اليوم السابق، وكان واحد مصابًا بالفيروس في إيطاليا.
وأكدت منطقة ستوكهولم أن أحد الأفراد الذين ثبتت إصابتهم بالفيروس بعد عودته من إيران تم إدخاله إلى المستشفى الجامعي كارولينسكا للعزل. وأكدت منطقة أوبسالا أن امرأة سافرت إلى ألمانيا في رحلة عمل، والتقت بزميل إيطالي، وبعد ظهور أعراض تشبه أعراض الأنفلونزا طلبت الرعاية الطبية، وتبين فيما بعد أن نتائج اختبارها إيجابية، وبالتالي تم إدخالها إلى مستشفى جامعة أوبسالا.
ردود الفعل: نصحت منظمة Almega أعضاءها بالبقاء في المنزل، وعدم العودة إلى العمل لمدة أسبوعين إذا كانوا قد زاروا مناطق انتشر فيها وباء الكورونا. ووفقًا لوكالة التأمين الاجتماعي السويدية ("Försäkringskassan") يمكن للموظف الحصول على بدل الحجر الصحي ("smittbärarpenning") إذا كان الشخص لديه شهادة طبية.
28 فبراير 2020
الحالات والوفيات: تم تأكيد أربع حالات جديدة. حيث أكدت منطقة يونشوبينغ أن رجلاً في الخمسينات من عمره كانت نتيجته ايجابية، وتم إدخاله إلى مستشفى منطقة ريهوف. إذ أنه عاد إلى السويد من شمال إيطاليا في 24 فبراير، وبدأ يشعر بالمرض في 25 فبراير.
أكدت منطقة ستوكهولم حالتين إيجابيتين تتعلقان بالشخص السابق الذي عاد من إيران. كما تم إدخالهم إلى مستشفى جامعة كارولينسكا للعزل. كما وأكدت منطقة أوبسالا أن الشخص الذي عاد من إيران أثبتت أصابته بالفيروس، وكان في الحجر الصحي المنزلي.
3 مارس 2020
ردود الفعل: أوقفت شركة الطيران الاسكندنافية SAS جميع الرحلات الجوية إلى شمال إيطاليا، وذلك بهدف الحد من انتشار الفيروس.
6  مارس 2020
الحالات والوفيات: كانت نتيجة اختبار نائب سفيرجيس ريكسبنك مارتن فلودين إيجابية في 6 مارس بعد رحلته إلى إيطاليا. وإحدى حالات Värmland هي لموظف يعمل  فيMyndigheten för Samhällsskydd och Beredskap MSB).
7 مارس 2020
الحالات والوفيات: في الصباح  تم الإبلاغ عن أن جميع الحالات السابقة في منطقة ستوكهولم كانت ذات علاقة بالأشخاص الذي كانوا مسافرين، أو ذات صلة بالأشخاص الذين خالطوا أشخاصًا كانوا مسافرين فبذلك انتقل الفيروس من شخص لآخر. ويتم فحص الكشف عن الفيروس التاجي في عينة إحصائية من المرضى حيث يتم إجراء الاختبار الروتيني للإنفلونزا الموسمية.
وأفيد أن إحدى الحالات المؤكدة في 6 مارس في ستوكهولم طلبت الرعاية في مستشفى داندريد في منطقة ستوكهولم في 5 مارس، ولم تكن في البداية معزولة بشكل كاف. حيث أصيب الشخص بالفيروس في الخارج، ولكن خارج مناطق الخطر المعروفة (في ذلك الوقت كوريا الجنوبية والصين وإيران وشمال إيطاليا). فبدأ تتبع الاتصال مع الحالة التي تشير إلى الحالة الثانية للانتقال إلى السويد من منطقة غير معرضة للخطر.
ردود الفعل: اختار فندق Clarion Hotel Post في جوتنبرج السماح لـ 25 من موظفيه البالغ عددهم 200 موظف بالرحيل، استجابةً لتراجع الطلب بسبب الفيروس.
8 مارس 2020
الحالات والوفيات: حتى الآن تشير منطقة ستوكهولم إلى أنه من بين 115 حالة مؤكدة في المنطقة، أصيب 101 شخصًا إما في إيطاليا أو من خلال الاتصال بشخص زار إيطاليا، و 8 حالات إصابة في إيران أو من خلال الاتصال بشخص زار إيران، بالإضافة إلى شخص مصاب في دولة أوروبية أخرى، وما زالت خمس حالات قيد التحقيق. ويعتقد أن إحدى حالات أوريبرو التي تأكدت هذا اليوم قد أصابه الفيروس في رحلة العودة من الولايات المتحدة، والتي عاد منها قبل أسبوع تقريبًا. والشخصان الآخران مرتبطان بهذا الشخص. وبالتالي بدأ تتبع الاتصال حول هذه الحالة، وهي الحالة الثالثة للانتقال إلى السويد من منطقة غير معرضة للخطر. كما أنه لم يبلغ المكتب الصحفي لمنطقة ستوكهولم عن الحالات المكتشفة بعد ظهر اليوم الثامن، وبدلاً من ذلك أبلغ عن 32 حالة إضافية في التاسع من شهر مارس.
ردود الفعل: في نفس التاريخ تقريبًا تم فرض الحجر الصحي على 15 من موظفي الرعاية الصحية في مستشفى دانديريد بعد اتصالهم بمريض في 5 مارس، حيث وصلوا بسيارة إسعاف إلى وحدة الطوارئ، ولم يكن المريض في حالة عالية الخطورة ولم يكن يشتبه في البداية في وجود COVID-19 لديه، ولكن عندما تدهورت صحة المرضى، قرر موظفو المستشفى اختبار المريض لمعرفة الفيروس، والذي أظهر إصابة الشخص.
وبعد ذلك أوقفت فيتنام برنامج الإعفاء من التأشيرة إلى السويد وسبع دول أوروبية أخرى استجابة لعدد الحالات.
9 مارس 2020
الحالات والوفيات: تم تأكيد إصابة خمس حالات في هالاند (الأولى في المنطقة)، كما تم الإبلاغ عن أول حالة لكوفيد 19 في سورملاند، وأول حالة في نوربوتن، وأول خمس حالات في فاستربوتن  وأول حالة في أوسترغوتالاند.
في نفس التاريخ، كان لدى فارملاند 21 حالة، حيث 20 حالة منها كانت قد زارت شمال إيطاليا، و 19 حالة منهم على وجه التحديد كانت مرتبطة بنفس جولة الحافلة. وقد أصيبت حالة واحدة في هولندا. تم إدخال إحدى الحالات الـ 21 إلى مستشفى كارلستاد. غالبية الحالات من منطقة كارلستاد. علاوة على ذلك وفي نفس التاريخ تم تأكيد ست حالات جديدة في فاسترا جوتالاند، منها حالتان في منطقة سكارابورج.
وتم الكشف عن أول بث مجتمعي في السويد، حيث تم العثور على إصابة شخصين في منطقة ستوكهولم لم تكن لهما علاقة معروفة بأي من مناطق الخطر أو شخص مصاب، وكلاهما مريضان في مستشفى سانت غوران منذ يوم الجمعة 6 مارس في جناحين مختلفين. وتم نقل كلتا الحالتين إلى مستشفى هودنيه لمزيد من التحقيق.
واحدة من الحالات في فاسترا جوتالاند كانت مريضة في مستشفى Kungälv مع علامات أعراض الجهاز التنفسي منذ تقريبا أسبوع وتم اختباره لـ Covid-19 بعد قرار وكالة الصحة العامة السويدية في 4 مارس. تم اختبار هذا المريض يوم الأحد 8 مارس وتأكد أنه إيجابي بعد يوم واحد. وتم نقل المريض على الفور إلى مستشفى جامعة Sahlgrenska وتم إغلاق الجناح الذي سيوجد فيه المصاب في مستشفى Kungälv . كما وتم إخبار الموظفين المعرضين لخطر الفايروس بشدة في مستشفى Kungälv بالبقاء في المنزل لفترة من الوقت، وبدأت عملية تعقب اتصال هذه الحالة.
ردود الفعل: قررت إدارة الرعاية الصحية ("Hälso- och sjukvårdsledningen") في فارملاند أن جميع موظفي الرعاية الصحية الذين زاروا شمال إيطاليا أو المناطق الأخرى عالية الخطورة (الحالية والمستقبلية كما أعلنتها وكالة الصحة العامة في السويد) يخضعون للحجر الذاتي لمدة 14 يومًا. ويستند القرار أيضًا إلى حالات الانتقال من موظفي الرعاية الصحية إلى المرضى في الصين والنرويج والولايات المتحدة. لم يكن تقدير عدد موظفي الرعاية الصحية المتأثرين متاحًا للجمهور بحلول هذا التاريخ. ويُشجع الموظفون المتأثرون على العمل من المنزل وفي الحالات التي يتعذر فيها ذلك، يتم تعطيل الموظفين عن العمل لأسباب طبية ولكنهم سيحتفظون بمزايا الرواتب.
في نفس التاريخ تقريبًا تم عزل 30-40 من موظفي الرعاية الصحية في مستشفى سانت غوران في ستوكهولم بعد العناية بمريض مصاب بـ Covid-19. وتم اختبار مريض آخر في نفس المستشفى وهو في انتظار النتائج. كما ودخل المستشفى على الفور في حالة استعداد المستشفى للتعامل مع الموقف.
10 مارس 2020
الحالات والوفيات: تم الإبلاغ عن ثلاث حالات في سكانيا، و 60 حالة في منطقة ستوكهولم، و15 حالة في فاسترا جوتالاند، وأول حالتين في منطقة سورملاند، وحالة واحدة أولى في جامتلاند، وأول ثلاث حالات في منطقة فاستيرنورلاند. وأعلنت منطقة ستوكهولم هذا اليوم أن حالتين من أصل 207 حالات مصابة في المنطقة كانت في العناية المركزة. وأحد هؤلاء المرضى هو مريض من وحدة العناية المركزة في مستشفى Södersjukhuset والذي تم تأكيد إصابته يوم الاثنين 9 مارس، وانتقل على الفور إلى مستشفى جامعة كارولينسكا لمزيد من العناية المركزة المعزولة، كما أن لدى المريض أقارب سافروا مؤخرًا إلى أوروبا، لكن المستشفى يعلن أنه من السابق لأوانه تحديد ما إذا كان المريض قد أصيب نتيجة لمخالطته لهؤلاء الأقارب. بدأ تعقب الاتصال ودخلت مستشفى Södersjukhuset في حالة استعداد للتعامل مع الموقف ويحاولون التعرف على الأشخاص الذين ربما تعرضوا للفيروس. وفي منطقة ستوكهولم، تم إدخال مجموعه تتكون من عشرة مرضى إلى المستشفى. حيث إحدى حالات ستوكهولم هي لقاضي في محكمة الاستئناف Svea الذي أصيب في رحلة إلى الخارج، على الرغم من أنها ليست منطقة من مناطق الخطر. ونتيجة لذلك أمرت المحكمة 25 موظفا بالحجر الذاتي وتم تأجيل بعض الجلسات.
في منطقة فاسترا جوتالاند، يعتبر أحد المرضى مريضًا في حالة حرجة ولكنه مستقر.
ردود الفعل: دخلت مستشفى Södersjukhuset في ستوكهولم حالة من الاستعداد بعد التأكد من أن مريض وحدة العناية المركزة لديه Covid-19. وتم نقل المريض إلى مستشفى جامعة كارولينسكا لمزيد من العناية المركزة المعزولة. من غير المعروف ما إذا كان المريض قد حصل على الفيروس من قريب يسافر في أوروبا وما إذا كان المريض قد أصيب بالموظفين أو المرضى. وكان هنالك تقريبًا  70 موظفا على اتصال بالمريض ولكن إدارة المستشفى قررت السماح لهم بمواصلة العمل حتى تظهر عليهم أعراض الإصابة. وتلقى هذا القرار انتقادات داخلية من العاملين لعدم كونه قوياً بما يكفي.
بعد هذا الإعلان، فرضت منطقة بليكينج للرعاية الصحية حظراً تاماً على زيارات أفراد الأسرة والأصدقاء في مؤسسات الرعاية الصحية ومؤسسات كبار السن والمستشفيات في المنطقة. كما وفرضت منطقة فارملاند حظرًا مشابهًا على جميع الزيارات للمستشفيات ومؤسسات الرعاية الصحية في المنطقة.
بعد إعلان وكالة الصحة العامة السويدية لحماية المسنين والضعفاء، قررت منطقة ستوكهولم تغيير استراتيجيتها لاختبار COVID-19 للتركيز بشكل أساسي على المرضى فقط وليس فقط الأشخاص الذين زاروا مناطق الخطر. كما دخل مستشفى دانديريد في حالة استعداد بسبب حالة Covid-19 المنتشرة في ستوكهولم.
11 مارس 2020
الحالات والوفيات: أبلغ Blekinge و Dalarna و Västmanland عن حالاتهم الأولى؛ واحد وواحد وأربعة على التوالي. كما وتم الإبلاغ عن الوفاة الأولى، في ستوكهولم، شخص في السبعينيات، يعتقد أنه أصيب من خلال المجتمع تقريبًا عندما انتشر قبل أسبوع. كما قررت الحكومة أن الاختبار يجب أن يقتصر على الأشخاص الذين يُنظر إليهم على أنهم الأكثر عرضة للخطر.
في 11 مارس قررت منطقة ستوكهولم اختبار المرضى في المستشفيات من مجموعات الخطر وموظفي الرعاية الصحية الذين يعانون من الأعراض فقط. وستتبعها مناطق أخرى خلال الأسبوع القادم. وهذا يعني أن البيانات الموجودة على موقع وكالة الصحة العامة السويدية لا تعكس الأشخاص الفعليين المصابين في البلاد منذ انتقال العدوى المحلية منذ أوائل مارس على الأقل.
ردود الفعل: قررت منطقة ستوكهولم اختبار المرضى في المستشفيات فقط من مجموعات الخطر وموظفي الرعاية الصحية الذين يعانون من الأعراض. وستتبعها مناطق أخرى خلال الأسبوع القادم. هذا يعني أن البيانات الموجودة على موقع وكالة الصحة العامة السويدية لا تعكس الأشخاص المصابين بالفعل في البلاد، حيث أن انتقال العدوى محليًا مستمر منذ أوائل مارس على الأقل.
في نفس التاريخ، دخلت مستشفى سودرتاليا حالة الاستعداد بسبب الوضع في منطقة ستوكهولم. كما  حظرت الحكومة جميع التجمعات التي يزيد عدد أفرادها عن 500 شخص، تحت التهديد بالغرامات وعقوبة بالسجن ستة أشهر.
في نفس التاريخ، أعلنت الحكومة أنه سيتم إلغاء يوم المرض المؤهل ("karensdag") مؤقتًا لضمان بقاء الأشخاص الذين يعانون من مرض طفيف في المنزل من العمل. وهذا يعني أن الدولة ستدفع بدل إجازة مرضية من اليوم الأول الذي تغيب فيه الموظف عن العمل. القرار ساري المفعول اعتبارًا من 11 مارس 2020 ويعتقد أنه يقلل من انتشار الفيروس وكذلك العبء على نظام الرعاية الصحية.
12 مارس 2020
الحالات والوفيات: حددت جوتلاند أول شخصين مصابين في الجزيرة. رجلين غير مرتبطين عادا من السفر من المناطق الموبوئة بالخارج.
14 مارس 2020
الحالات والوفيات: تم الإبلاغ عن الوفاة الثانية في السويد في 14 مارس، وتعود لامرأة تبلغ من العمر 85 عامًا في منطقة فاسترا جوتالاند، والثالثة في نفس اليوم، لشخص مسن في منطقة ستوكهولم.
ردود الفعل: في نفس التاريخ تم تأكيد إصابة 814 شخصًا في السويد بمرض كوفيد 19. كما وقامت منطقة ستوكهولم منذ 11 مارس باختبار الأشخاص فقط من الفئات المعرضة للخطر وموظفي الرعاية الصحية الذين يعانون من الأعراض. وفي 12 مارس قررت منطقة سكانيا أن تفعل الشيء نفسه، وستتبعها المناطق الأخرى في السويد في غضون أسبوع.
23 مارس 2020
الحالات والوفيات: تجاوزعدد الحالات في الدولة أكثر من 2000 حالة، وهي المرحلة الثانية في أسبوع واحد فقط منذ أن وصلت البلاد إلى 1000 حالة في 15 مارس 2020. وبلغ عدد الوفيات الرقم القياسي لـ 10 حالات وفاة في يوم واحد. [بحاجة لمصدر]
25 مارس 2020
الحالات والوفيات: بلغ عدد الوفيات أكثر من 20 حالة وفاة جديدة في يوم واحد. [بحاجة لمصدر]
27 مارس 2020
الحالات والوفيات: تجاوزت الدولة أكثر من 3000 حالة، بعد أربعة أيام من الوصول إلى المرحلة الرئيسية والت ي شملت 2000 حالة (في 23 مارس 2020).
1 أبريل 2020
الحالات والوفيات: بلغ عدد الوفيات أكثر من 50 حالة وفاة جديدة في يوم واحد